# Zevenhuizen-Moerkapelle

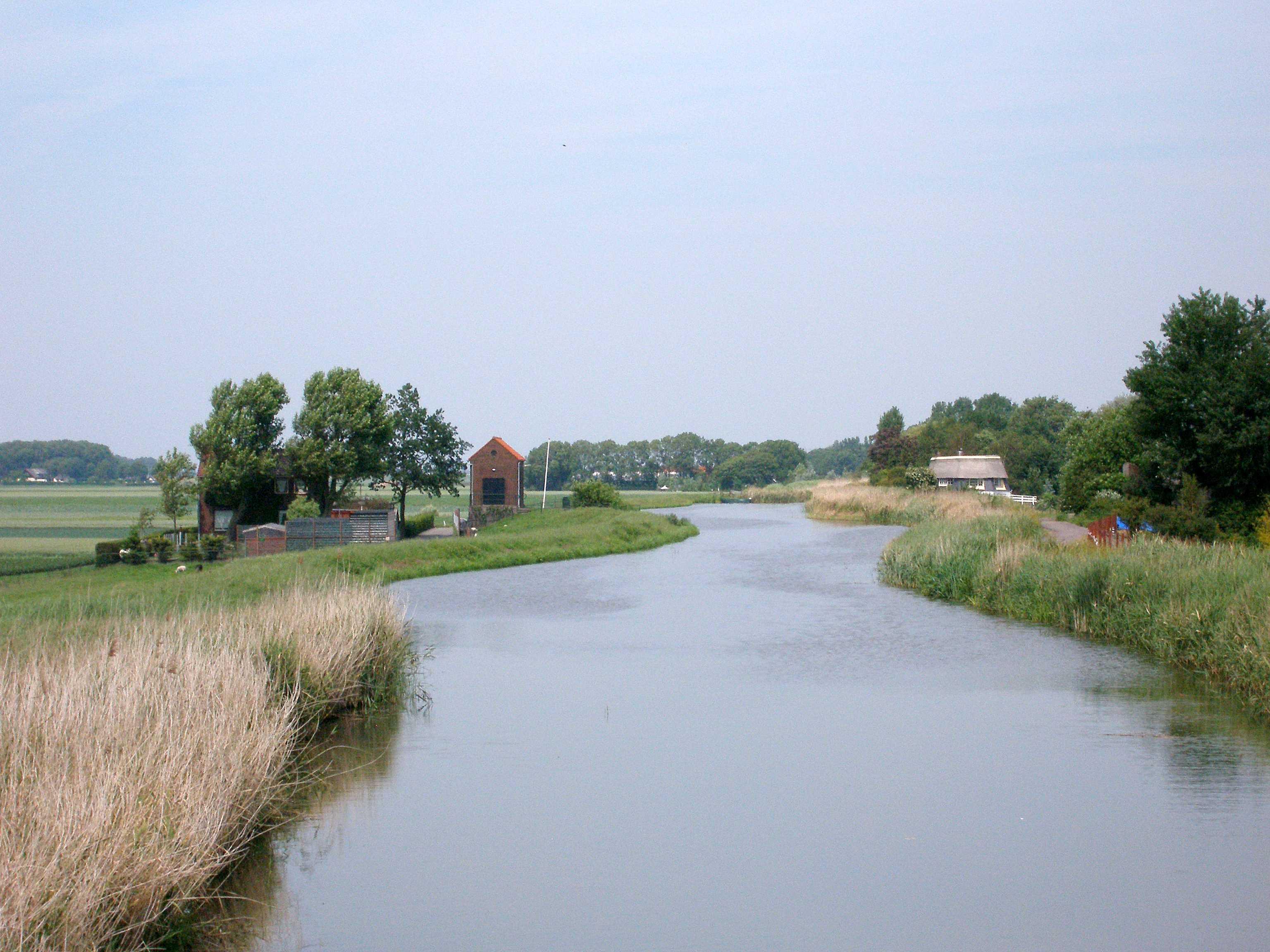
Floden Rottes källa ligger i Zevenhuizen.

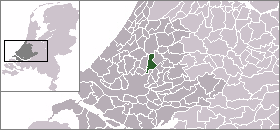
Zevenhuizen-Moerkapelles läge

Zevenhuizen-Moerkapelle är en historisk kommun i provinsen Zuid-Holland i Nederländerna. Kommunens totala area är 31,10 km² (där 1,23 km² är vatten) och invånarantalet är på 10 198 invånare (2004).